# Gloria Frizza
Gloria Frizza (Umbertide, 26 settembre 1985) è una calciatrice italiana, di ruolo difensore, svincolata.